# ALG Spor
El ALG Spor anteriormente conocido como Güneykent Spor es un club de fútbol femenino de la ciudad de Gaziantep y juega en la Superliga Femenina de Turquía, máxima categoría del fútbol femenino en el país.
Fundado en 1998, el club lleva el nombre de su patrocinador local ALG Textile.

## Historia
El club fue fundado como Güneykent Spor en Gaziantep. ALG Spor comenzó a jugar partidos de liga al ingresar al Grupo 6 de la Tercera Liga de Fútbol Femenina de Turquía en la temporada 2015-16. Terminaron la temporada subcampeones del grupo. La temporada siguiente, el equipo se convirtió en subcampeón al final de los play-offs y tenía derecho a jugar en la Segunda Liga de Fútbol Femenina de Turquía. Terminaron la temporada de la Segunda Liga Femenina 2017-18 como campeonas después de los play-offs, y así fueron promovidas a la Superliga Femenina de Turquía para la temporada 2018-19.
Para fortalecer al equipo para los partidos de la Primera Liga Femenina, el club transfirió a tres futbolistas experimentados, Yaşam Göksu, Fatoş Yıldırım, Gülbin Hız del Konak Belediyespor y la delantera de Segunda Liga Ebru Atıcı del Hakkarigücü Spor en el verano de 2018. Otras transferencias fueron las jugadoras locales Remziye Bakır, Mislina Gözükara y Fatma Songül. Al comienzo de la segunda mitad de la temporada 2018-19, el club transfirió a la delantera ucraniana Tetyana Kozyrenko.
ALG Spor terminó su primera temporada en la Primera Liga Femenina como subcampeón detrás del Beşiktaş J.K. perdiendo el título de campeón solo en la última jornada liguera igualando en puntos pero con menor promedio de goles. ALG Spor, líder de las dos rondas anteriores con promedio de goles, ganó su último partido con 5-1, Beşiktaş J.K. derrotó a su rival por 9-0, lo que les permitió un promedio de goles de cuatro en la final. La Federación Turca de Fútbol estableció una ronda de repesca entre los dos equipos disputado el 12 de mayo de 2019 en una sede neutral, en Manavgat, Antalya. El equipo se convirtió en subcampeón tras perder ante el Beşiktaş J.K. en el partido de play-off con 0-1.
La temporada 2019-20 de la Primera Liga se interrumpió el 19 de marzo de 2020 según un anuncio del Ministerio de Juventud y Deportes, a partir de la ronda 17 debido a la pandemia de COVID-19 en Turquía. La Federación Turca de Fútbol decidió el 8 de julio de 2020 que no se jugarán los siguientes partidos, la liga se registrará de acuerdo con el ranking de puntuación en la fecha en que se detuvo la liga, no se declarará ningún campeón y el equipo de primer nivel ALG Spor, representará a Turquía en la Liga de Campeones Femenina de la UEFA 2020-21.
ALG Spor jugó en la primera ronda de clasificación de la Liga de Campeones Femenina de la UEFA 2020-21 contra el equipo albanés KF Vllaznia Shkodër el 3 de noviembre de 2020. El equipo quedó eliminado tras perder en la definición por penales por 2-3 luego de un empate por 2-2 en el tiempo reglamentario y, posteriormente, otro empate por 3-3 en la prórroga.

## Palmarés
Superliga Femenina de Turquía: (1) 2021/22